# Вінне
Вінне (словац. Vinné) — село, громада в окрузі Михайлівці, Кошицький край, Словаччина. Село розташоване на висоті 108 м над рівнем моря. Населення — 1678 чол (2007). 99 % населення — словаки. Вперше згадується в 1249 році.
В селі є бібліотека та футбольне поле, басейн, спортзал. Також є готель та комерційний банк.

## Галерея

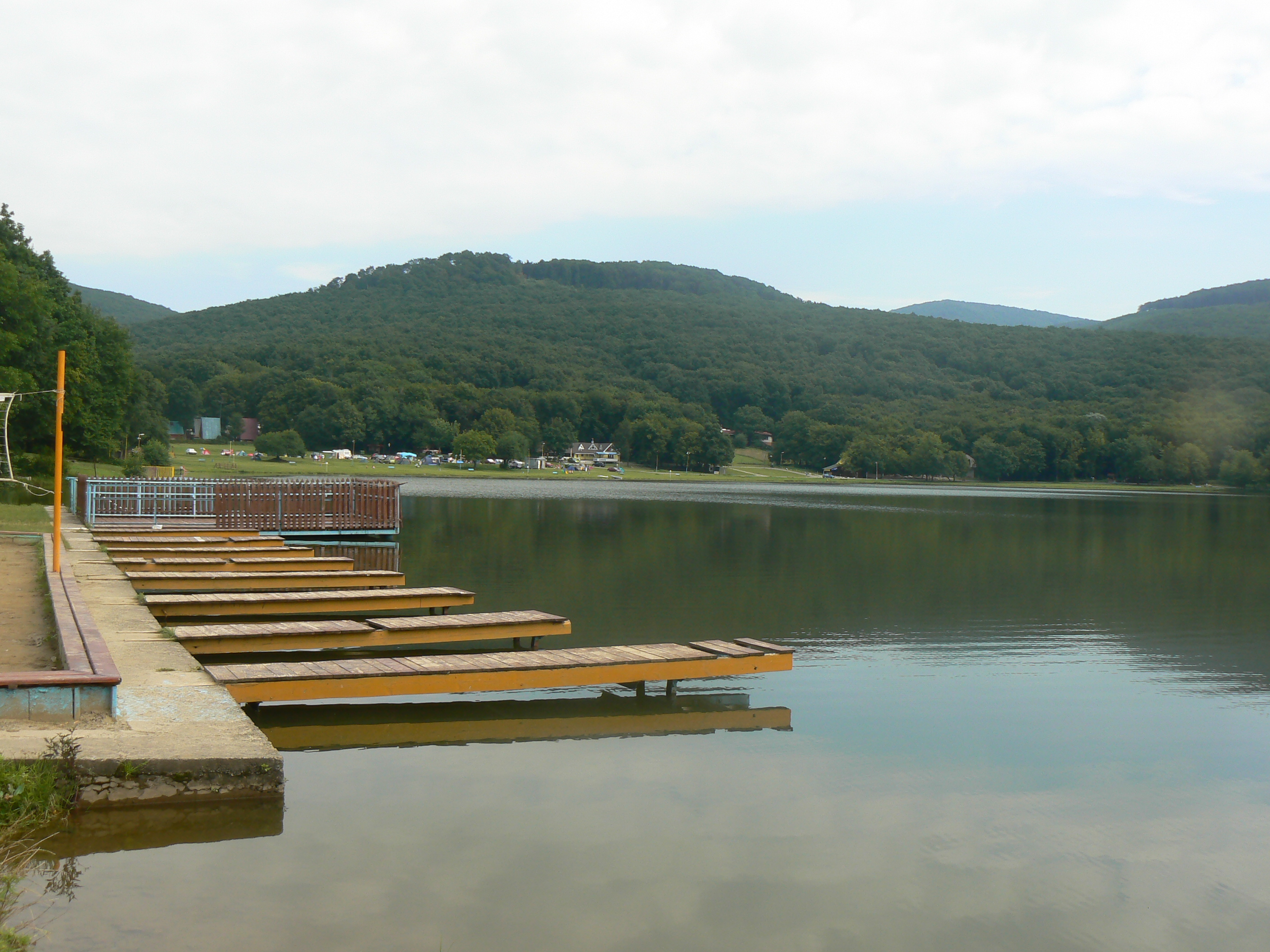
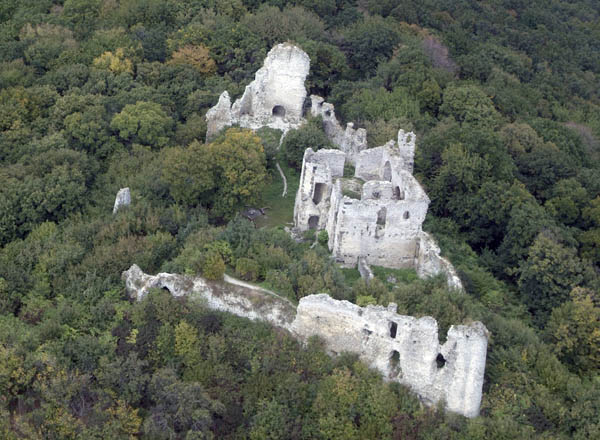
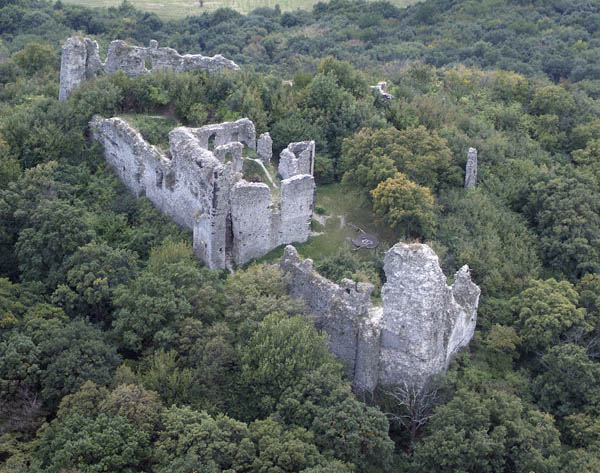
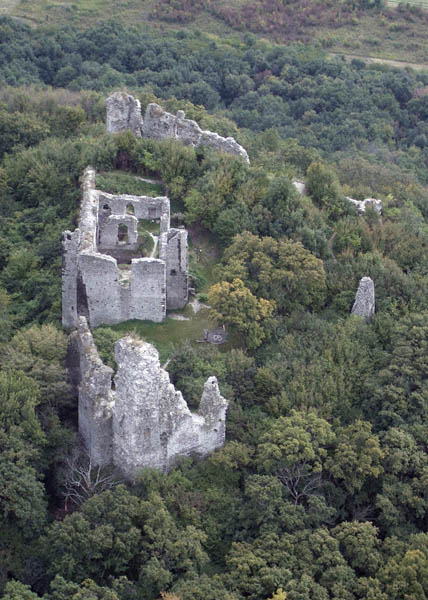

## Географія
Протікає Кам'яний потік.

## Населення
| Рік:            | 1994. | 2004.   | 2014.   | 2024.    |
| --------------- | ----- | ------- | ------- | -------- |
| Кількість осіб: | 1536  | 1634    | 1747    | 2169     |
| Різниця:        |       | +6,38 % | +6,91 % | +24,15 % |

| Рік:            | 2023. | 2024.   |
| --------------- | ----- | ------- |
| Кількість осіб: | 2156  | 2169    |
| Різниця:        |       | +0,60 % |